# ايطاليا الصغرى

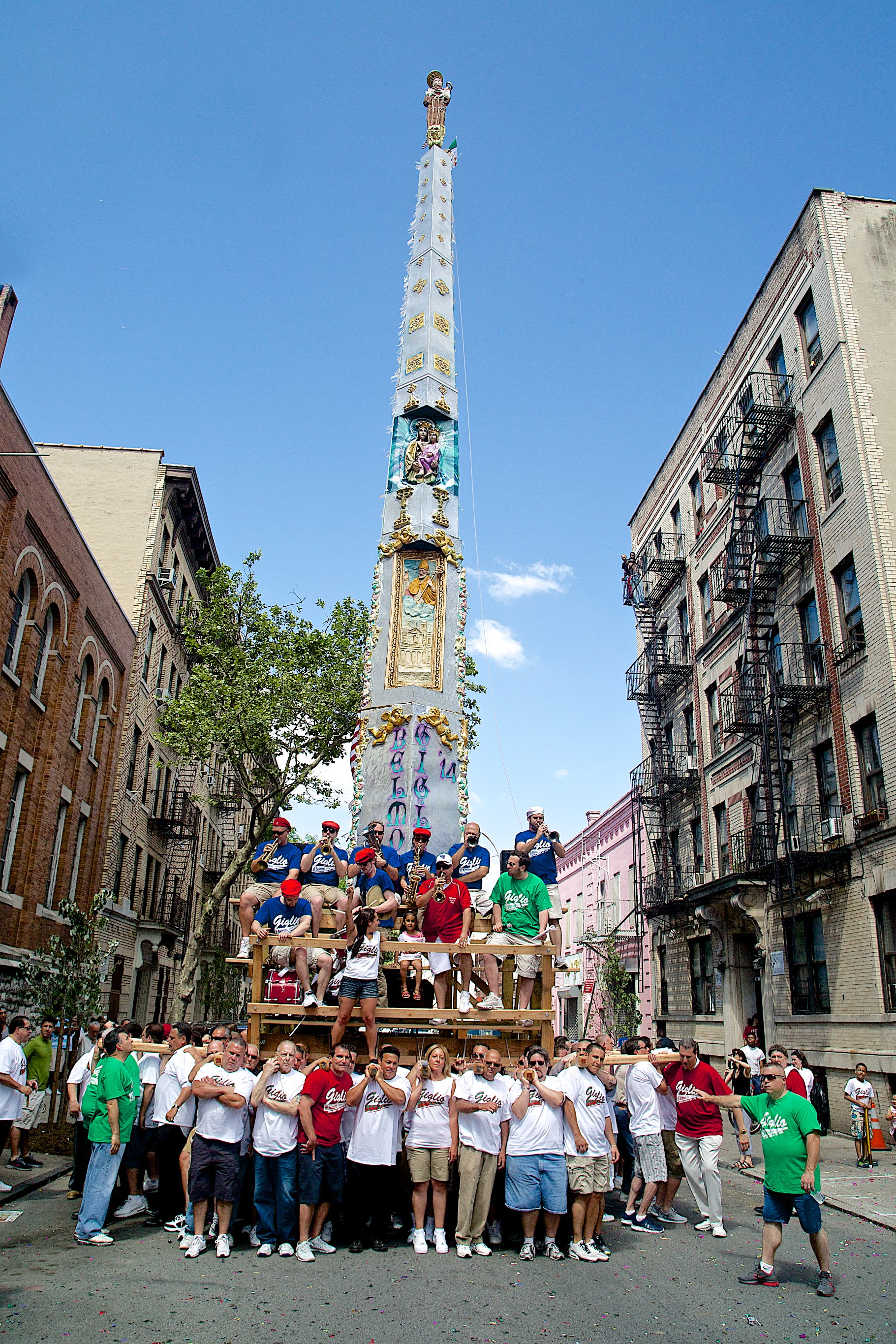
آرثر أفينيو ، إيطاليا الصغرى في برونكس ، نيويورك

ايطاليا الصغرى هو اسم عام لمحصور عرقي يسكنه بشكل أساسي الإيطاليون أو الأشخاص من أصل إيطالي، وعادة ما يكونون في حي حضري. يحمل مفهوم «إيطاليا الصغرى» العديد من الجوانب المختلفة للثقافة الإيطالية. توجد متاجر تبيع البضائع الإيطالية بالإضافة إلى المطاعم الإيطالية التي تصطف في الشوارع. تسعى «إيطاليا الصغرى» بشكل أساسي إلى وضع نسخة من دولة إيطاليا في وسط مدينة كبيرة غير إيطالية. غالبًا ما يكون هذا النوع من الحصر نتيجة فترات الهجرة في الماضي، والتي استقر خلالها أفراد من نفس الثقافة معًا في مناطق معينة. مع تطور المدن ونموها، أصبحت هذه المناطق معروفة بارتباطاتها العرقية، وازدهرت الأحياء العرقية مثل «إيطاليا الصغرى»، وأصبحت الرموز التي هي عليها اليوم.

## ايطاليا الصغرى حول العالم

### أستراليا
- إيطاليا الصغرى، ملبورن
- ليتشاردت، نيو ساوث ويلز - اشتهرت باسم «إيطاليا الصغيرالصغرى» في سيدني.
- شارع بومونت، هاميلتون (نيوكاسل)، نيو ساوث ويلز

### كندا

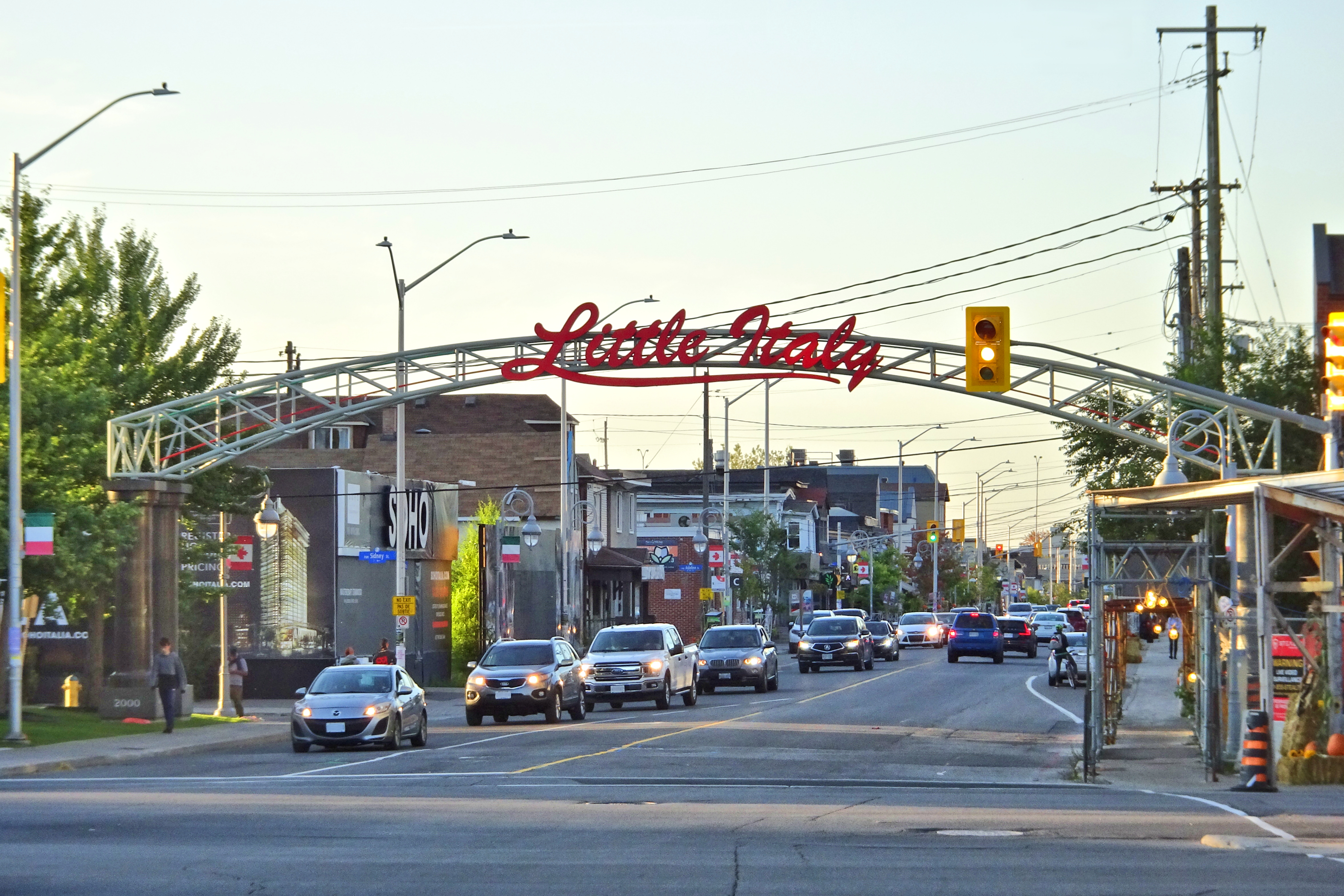
إيطاليا الصغرى في أوتاوا

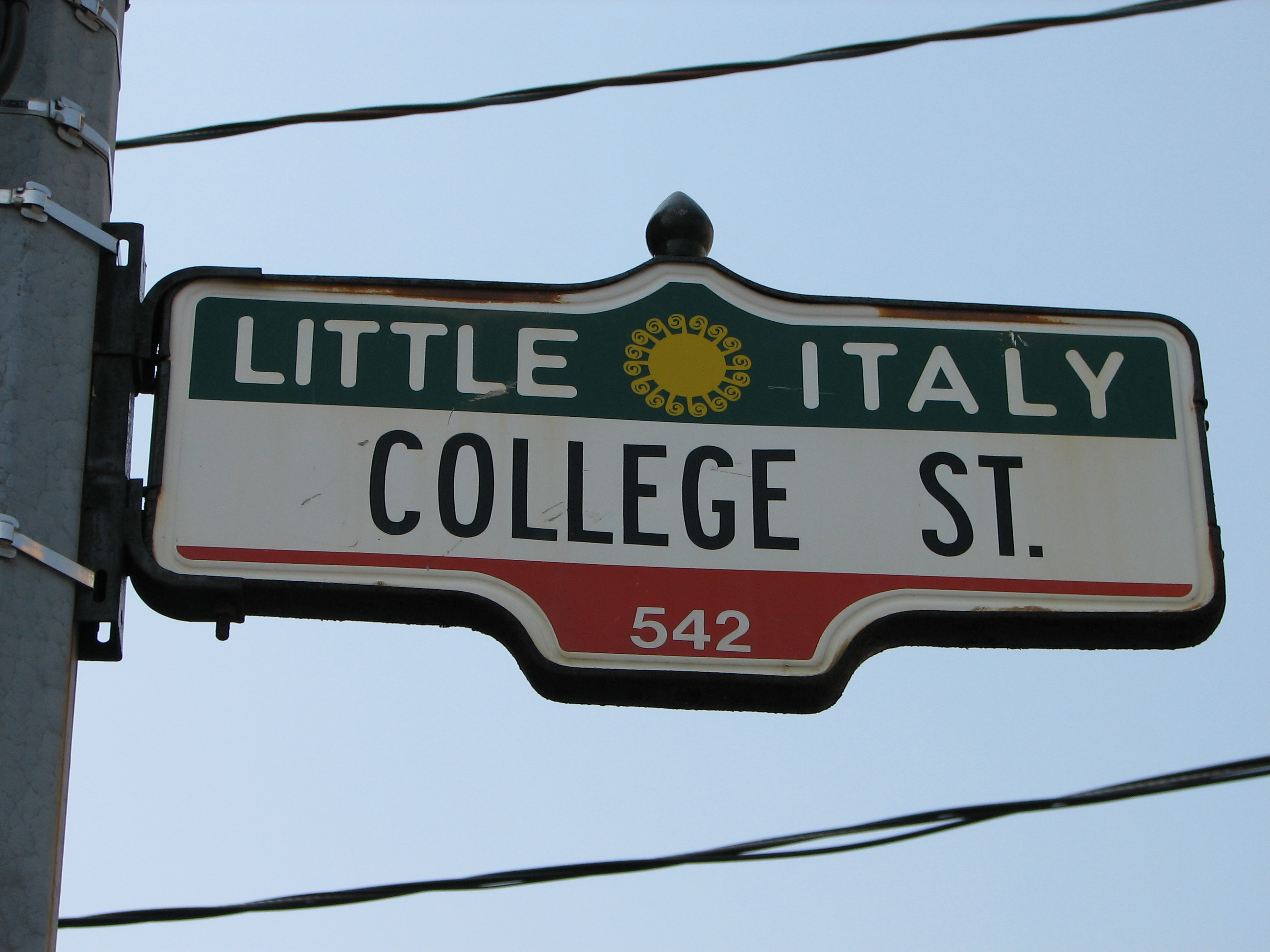
علامة من شارع الكلية ، وسط إيطاليا الصغرى ، تورنتو

- إيطاليا الصغرى، إدمونتون في ألبرتا
- إيطاليا الصغرى، مونتريال، في كيبيك
- إيطاليا الصغرى، أوتاوا، في أونتاريو
- إيطاليا الصغرى، تورنتو، في أونتاريو
- إيطاليا الصغرى، فانكوفر، في كولومبيا البريطانية
- إيطاليا الصغرى، وندسور، في أونتاريو
- إيطاليا الصغرى، وينيبيغ، في مانيتوبا

### المملكة المتحدة
- إيطاليا الصغرى في سوهو، في المنطقة المحيطة بشارع وردور وشارع كومبتون القديم
- إيطاليا الصغرى في بيدفورد
- إيطاليا الصغرى، هوديسدون، في هيرتفوردشاير
- عُرف طريق اسكتلندا في ليفربول باسم إيطاليا الصغرى
- عُرف Clerkenwell في لندن باسم إيطاليا الصغرى
- عُرف Ancoats في مانشستر باسم إيطاليا الصغرى

### الولايات المتحدة الأمريكية

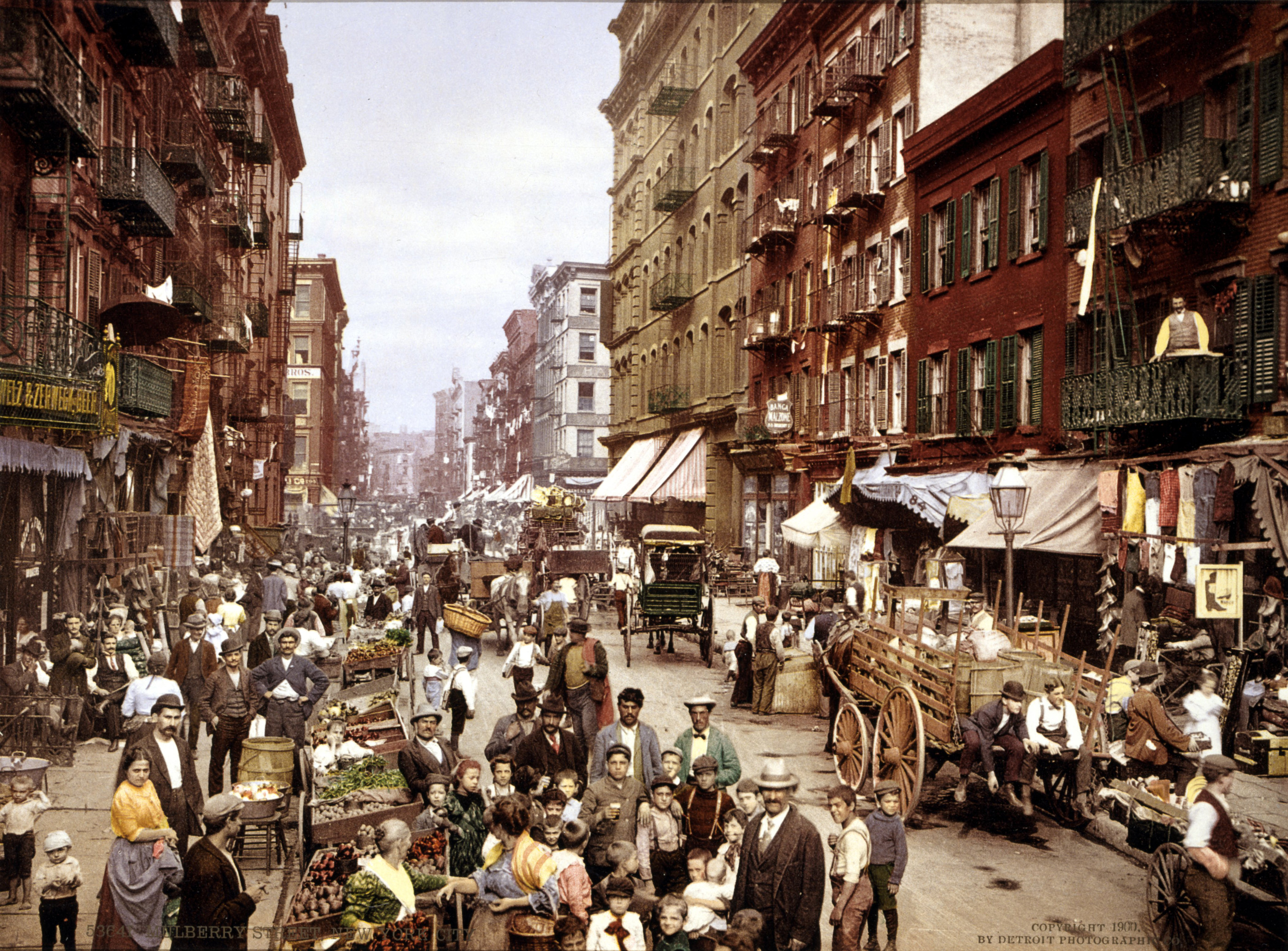
ايطاليا الصغرى ، مانهاتن ، نيويورك، حوالي 1900.

- توجد العديد من إيطاليا الصغرى في مدينة نيويورك، بما في ذلك على سبيل المثال لا الحصر:
  - إيطاليا الصغرى ، مانهاتن
  - هارلم الايطالية
  - شارع آرثر، برونكس [1]
  - موريس بارك، برونكس [2]
  - بنسونهورست، بروكلين [3]
  - ديكر هايتس، بروكلين
  - حدائق كارول، بروكلين
  - ويليامزبرج الإيطالية، بروكلين
  - أوزون بارك، كوينز
  - هوارد بيتش، كوينز
  - القرية الوسطى، كوينز
  - روزبانك، جزيرة ستاتين [4]
- فيلادلفيا، موطن ثاني أكبر عدد من السكان الإيطاليين الأمريكيين في الولايات المتحدة، لديها أيضًا العديد منايطاليا الصغرى:
  - جنوب فيلادلفيا - إيطالي إلى حد كبير
    - بيلا فيستا
    - وسط جنوب فيلادلفيا
    - عقارات جيرارد
    - السوق الإيطالي
    - ماركوني بلازا
    - باكر بارك
    - باسيانك ويست
    - سانت ريتشارد
    - ويتمان

  - أوفربروك / ويست فيلادلفيا
  - مناطق كينسينجتون
  - أقسام شمال شرق فيلادلفيا
    - مايفير
    - تاكوني

  - أقسام جنوب غرب فيلادلفيا
  - مناطق غرب كينسينجتون
- تشامبرسبيرغ وساوث ترينتون، نيو جيرسي
- دنوودي، يونكرز، نيويورك
- إيطاليا الصغرى، شيكاغو، في إلينوي
- إيطاليا الصغرى، أركنساس
- إيطاليا الصغرى، بالتيمور، في ماريلاند
- نورث إند، بوسطن، ماساتشوستس [5]
- إيطاليا الصغرى، بريدجبورت، في كونيتيكت
- فيدرال هيل، بروفيدنس، رود آيلاند
- ليتل إيتالي، ويلمنجتون، ديلاوير
- ليتل إيتالي، كليفلاند، في أوهايو
- بلومفيلد، بيتسبرغ، بنسلفانيا
- إيطاليا الصغرى، كونيلسفيل، في ولاية بنسلفانيا
- إيطاليا الصغرى، باترسون، نيو جيرسي
- إيطاليا الصغرى في إيري ، بنسلفانيا [6]
- ساحة ووستر، في نيو هافن ، كونيتيكت [7]
- إيطاليا الصغرى، أوماها، في نبراسكا
- التل في سانت لويس بولاية ميزوري [8]
- ويست سيفينث في سانت بول ، مينيسوتا
- إيطاليا الصغرى، سان دييغو، كاليفورنيا
- نورث بيتش، سان فرانسيسكو، كاليفورنيا [9]
- إيطاليا الصغرى، شينيكتادي، في نيويورك [10]
- إيطاليا الصغرى، روتشستر ، نيويورك
- إيطاليا الصغرى، سيراكيوز، في نيويورك
- الاستقلال ، لويزيانا
- ليتل إيتال ي، بوكيبسي ، نيويورك
- إيطاليا الصغرى، واتربري، في كونيتيكت
- إيطاليا الصغرى، مقاطعة كلاي، فيرجينيا الغربية
- إيطاليا الصغرى، مقاطعة راندولف، فيرجينيا الغربية
- روزيتو، بنسلفانيا

### جمهورية ايرلندا
- الحي الإيطالي، دبلن

### السويد
- إيطاليا الصغرى، جوتنبرج

## أحياء إيطالية أخرى
قد تحمل بعض الأحياء الإيطالية أسماء أخرى، ولكن يشار إليها بالعامية باسم «ايطاليا الصغرى»، بما في ذلك:

### الأرجنتين
- لا بوكا، بوينس آيرس

### أستراليا
- شارع نورتون : في ضاحية ليشاردت في سيدني
- شارع رامزي : في ضاحية هابرفيلد في سيدني
- كامبلتاون / أثلستون في أديلايد
- مزرعة جديدة في بريسبان
- إيطاليا الجديدة، نيو ساوث ويلز
- جريفيث ، نيو ساوث ويلز

### البرازيل
- موكا، ساو باولو
- بيكسيجا
- جوندياي ، ولاية ساو باولو
- سانتا فيليسيداد، كوريتيبا، بارانا
- سافاسي، بيلو هوريزونتي، ميناس جيرايس
- أنطونيو برادو، ريو غراندي دو سول

### كندا
- سانت ليونارد، إحدى مقاطعات مونتريال التي تضم عددًا كبيرًا من السكان الإيطاليين
- LaSalle ، حي في مونتريال مع عدد كبير من السكان الإيطاليين
- Rivière-des-Prairies-Pointe-aux-Trembles ، وهي منطقة أخرى في مونتريال تضم سكانًا إيطاليين بارزين
- كورسو إيطاليا، حي في تورنتو
- فوجان ، أونتاريو، مدينة في شمال تورنتو ذات عدد سكان مرتفع من الإيطاليين
- ستوني كريك، هاميلتون، أونتاريو [11]
- شمال بورنبي، كولومبيا البريطانية

### تشيلي
- Capitán Pastene ، شمال غرب تيموكو

### كينيا
- منطقة ماليندي، مقاطعة كيليفي

### المكسيك
- تشيبيلو، بويبلا
- كولونيا مانويل جونزاليس، فيراكروز
- لا ميرسيد باريو، مكسيكو سيتي
- كولونيا روما، مكسيكو سيتي
- جوتيريز زامورا، فيراكروز
- كولونيا دييز جوتيريز، سان لويس بوتوسي
- سان بيدرو (مونتيري)، نويفو ليون
- نويفا إيطاليا، ميتشواكان
- لومبارديا، ميتشواكان
- أرانداس، خاليسكو
- بلايا ديل كارمن، كوينتانا رو

### جنوب أفريقيا
- أورانج جروف ، جوهانسبرج

### المملكة المتحدة
- كليركينويل، لندن
- Ancoats ، مانشستر
- بيدفورد

### الولايات المتحدة الأمريكية
- نورث بيتش ، سان فرانسيسكو ، كاليفورنيا
- إيطاليا الصغرى ، سان دييغو ، كاليفورنيا
- تل سباغيتي ، مونتيري ، كاليفورنيا
- طومسونفيل (إنفيلد)، كونيتيكت
- تاون بلوت في واتربري ، كونيتيكت
- ساحة ووستر في نيو هافن ، كونيتيكت
- إيطاليا في شمال فلوريدا
- شاطئ بومبانو، قسم جزئي هو حي إيطالي
- أرشيفات شارع تايلور ، شيكاغو ، إلينوي (ميناء الاتصال للأمريكيين الإيطاليين في شيكاغو)
- حرارة إيطاليا الصغرى ، شيكاغو ، إلينوي
- ليتل صقلية ، شيكاغو ، إلينوي
- بريدجبورت ، شيكاغو ، إلينوي
- دانينغ ، شيكاغو
- إندي ليتل إيتالي ، إنديانابوليس ، إنديانا
- دي موين ، آيوا، جنوب دي موين هو حي إيطالي
- الاستقلال ، لويزيانا
- أولد فورج ، مقاطعة لاكاوانا ، بنسلفانيا (تُعرف أيضًا باسم «بيتزا عاصمة العالم» للبيتزا)
- ليتل إيتالي ، بالتيمور ، ماريلاند
- نورث إند ، بوسطن ، ماساتشوستس
- كولومبوس بارك ، كانساس سيتي ، ميزوري
- التل ، سانت لويس ، ميزوري
- الشمال الشرقي ، كانساس سيتي ، ميزوري (ميدان كولومبوس سابقًا)
- السوق الشرقي ، ديترويت ، ميشيغان، يُعتبر «ليتل إيتالي» في المدينة
- ليتل إيتالي ، أوماها ، نبراسكا
- سيفينث أفينيو ، نيوارك ، نيو جيرسي
- شارع فاريك ، أوتيكا ، نيويورك
- شارع دومينيك ، روما ، نيويورك
- الجانب الشمالي ، بوفالو ، نيويورك، على الرغم من أن «ليتل إيتالي» كانت تعتبر الجانب الغربي من المدينة
- اقترح شينيكتادي ، نيويورك، «ليتل إيتالي» من هيلاري كلينتون ، للمرور عبر أجزاء من وسط المدينة.
- تعتبر مدينة يوتيكا ، نيويورك، الجانب الشرقي من «إيطاليا الصغيرة» بالمدينة
- برير هيل ، يونجستاون ، أوهايو
- القرية الإيطالية (كولومبوس)، أوهايو
- السوق الإيطالي (فيلادلفيا)، بنسلفانيا
- بلومفيلد (بيتسبرغ)، بنسلفانيا
- ايستون ، بنسلفانيا
- روزيتو ، بنسلفانيا
- فيدرال هيل ، بروفيدنس ، رود آيلاند
- جونستون ، رود آيلاند بها أعلى نسبة من الأمريكيين الإيطاليين مقارنة بأي بلدية في الدولة.
- جالفستون ، تكساس، جنوب هيوستن، أعلى عدد من السكان الإيطاليين الأمريكيين في هيوستن الكبرى وكذلك تكساس.
- ساحة القضاء ، واشنطن العاصمة

### فنزويلا
- تورين (كولونيا تورين)

## روابط خارجية
- هيل ، سانت لويس ، «ليتل إيتالي» في ميسوري
- إيطاليا الصغيرة في مدينة نيويورك